# Sligo (Pensilvânia)
Sligo é um distrito localizado no estado norte-americano de Pensilvânia, no Condado de Clarion.

## Demografia
Segundo o censo norte-americano de 2000, a sua população era de 728 habitantes.
Em 2006, foi estimada uma população de 698, um decréscimo de 30 (-4.1%).

## Geografia
De acordo com o United States Census Bureau tem uma área de
3,7 km², dos quais 3,7 km² cobertos por terra e 0,0 km² cobertos por água. Sligo localiza-se a aproximadamente 367 m acima do nível do mar.

## Localidades na vizinhança
O diagrama seguinte representa as localidades num raio de 16 km ao redor de Sligo.